# Благота Мићуновић
Благота Мићуновић (Велестово, код Цетиња, 17. април 1912 — Загарач, 27. март 1942) био је учесник Народноослободилачке борбе и народни херој Југославије.

## Биографија
Рођен је 1912. године у селу Велестову, код Цетиња, у сиромашној сељачкој породици. Основну школу завршио је у родном месту, а гимназију у Цетињу.
Члан Комунистичке партије Југославије (КПЈ) постао је 1937. године. До 1941. је радио као службеник.
У време окупације Југославије био је секретар организације КПЈ на Чеву.
Учесник Народноослободилачке борбе је од 1941. године. Током Тринаестојулског устанка био је командант устаничких снага на Чеву са којима је освојио италијански гарнизон у Чеву. После устанка је био командант Чевско-бјеличког батаљона.
Погинуо је у борбама против домаћих сарадника окупатора, 27. марта 1942. године у Загарчу.
Указом Председништва Антифашистичког већа народног ослобођења Југославије (АВНОЈ) 11. јула 1945. постхумно је одликован Орденом заслуга за народ првог реда. Указом Президијума Народне скупштине ФНР Југославије 5. јула 1951. проглашен је за народног хероја.